# Alexandre Vatimbella
Pour les articles homonymes, voir Nicolas Vatimbella.
Alexandre Vatimbella est un journaliste français.

## Biographie
Il est né à Monaco, le 21 avril 1958. 
Après des études de droit public et de sciences politiques ainsi que d'économie à l'université de Paris Panthéon-Sorbonne, il commence son parcours journalistique dans des radios "pirates", en 1980, et en collaborant au quotidien Le Matin de Paris. 
Puis il entre au service politique de RTL où, sous la direction du Directeur de la rédaction, Alexandre Baloud, du Rédacteur en Chef, Élie Vannier, et du chef du service politique, Michèle Cotta, il s'occupe des élections présidentielles de 1981. 
Après plusieurs collaborations, notamment au magazine Rock & Folk, au quotidien Ouest France, à la chaîne FR3, il entre, en 1983, à la rédaction du magazine Que Choisir, où il rédige de nombreuses enquêtes et de nombreux dossiers, dont certains feront l'actualité, notamment sur les établissements thermaux insalubres, les jouets dangereux, le poids des cartables des écoliers, les mouchards dans le Minitel, l'inefficacité des crèmes cosmétiques, etc. 
Il collabore dans le même temps à l'émission Droit de réponse sur TF1 et à France Inter. Il prend ensuite la rédaction en chef du magazine Vidéo Plus, en 1986, avant de travailler au quotidien La Croix et en tant que chef de service, à l'Agence Liaisons et au mensuel Mieux Vivre.
Entre 1990 et 1994, il écrit plusieurs ouvrages:
- La Distribution (éditions Syros en collaboration avec Dominique Sicot),
- Santé et Économie (éditions Syros),
- Le Capitalisme Vert (Éditions Syros),
- Le Dictionnaire des Idées Reçues en Économie (éditions Syros en collaboration avec Dominique Sicot).

Il collabore aussi aux ouvrages État de la France et État du Monde (éditions La Découverte).
Il crée, en outre, la société Kiva qui édite plusieurs publications. 
En 1993, il crée et anime la première agence de presse exclusivement consacrée à la musique, Vice Versa, qui rencontre un grand succès auprès des médias musicaux.
En 1999, il crée et dirige pour le groupe Publicis le premier gratuit à contenu majoritairement rédactionnel publié en France, l'hebdomadaire A Nous Paris, distribué dans le métro à 500 000 exemplaires et qui sera la preuve qu'un vrai journal gratuit possède un public en France et qui permettra à tous les quotidiens gratuits de se lancer les années suivantes. 
En 2001, il prend la rédaction en chef du magazine Réponse à Tout ! puis devient, en 2002, rédacteur en chef du guide quotidien culturel de France Soir et du groupe Paris Nuit. Puis il devient rédacteur en chef du magazine L'Entreprise Européenne.
Il est, depuis 2008, directeur de la rédaction de l'agence de presse LesNouveauxMondes.org, qui est spécialisée sur les pays émergents et la mondialisation et qui publie, entre autres, trois sites internet (ecoinfosmonde.com, ecoinfoschine.com, ecoinfosinde.com). 
Il est également le directeur du CREC (Centre d'étude & de recherche du Centrisme), un centre indépendant sur la pensée politique centriste, avec le site Le Centrisme.